# 阿部一樹 (フィットネストレーナー)
阿部 一樹（あべ かずき、1991年7月7日 - ）は日本の男性、パーソナルトレーナー。東京都出身。血液型はB型。
所属事務所はB-ST ProTrainers。身長は174cm。
所属は関東圏のフレッシャーズクラスを代表するB-ST ProTrainers。
B-ST最年少で、入社一年目で関東大会グランプリを受賞する。

## 略歴
- ベストボディジャパン2015　関東大会グランプリ
- ミスターモデルジャパン2015　ファイナリスト
- ベストボディジャパン2015　日本大会ファイナリスト